# ツルマンリョウ
ツルマンリョウ（別名:ツルアカミノキ、学名:Myrsine stolonifera）は、サクラソウ科（クロンキスト体系ではヤブコウジ科）ツルマンリョウ属に属する常緑小低木の一種である。
和名はつる状になることとマンリョウに似ていることからつけられた。種小名（種形容語）stolonifera は、「匍匐茎をもった」の意味。

## シノニム
『Plants of the World Online』よりシノニムは以下の通り。
- Anamtia acuminata (Merr.) Nakai
- Anamtia integrifolia (Merr.) Masam.
- Anamtia mezii Masam.
- Anamtia stolonifera Koidz.
- Embelia acuminata Merr.
- Myrsine integrifolia Merr.
- Myrsine marginata Mez
- Rapanea stolonifera (Koidz.) Nakai

## 分布
日本では奈良県、広島県、山口県、鹿児島県、沖縄県に、台湾と中国大陸南部（安徽省、福建省、広東省、広西チワン族自治区、貴州省、海南省、江西省、四川省、雲南省、浙江省）の標高300-2100mの森林もしくは湿地帯に分布している。日本では稀に見られることから奈良県や山口県の自生地は国の天然記念物に指定されている。

## 特徴
高さが0.5-1mほどで、常緑樹林の明るい林床に生育する。枝は若いものが緑色、古いものは黒褐色になる。葉は長さ4-9cm、幅1-3cmほどの大きさで互生。両端は尖っており、葉縁は全縁、革質で表面は濃緑色。
花は雌雄別株で、7-8月に葉腋に白色から緑白色の花が咲く。花柄、花冠、子房には紅紫色の細かな腺点があり、雄しべは5個、雌しべは1個で、雄花では子房の発育が悪い。秋には赤い実をつけ、種子は1個で、果肉の薄い球形の核果である。
一定時間のみ陽光を受けることや土壌が花崗岩系であることなど生育条件が特殊であることから自生しにくく、日本でも自生は山口県山口市（旧徳地町）の出雲神社など山口県内の数カ所と、広島県の2カ所、奈良県の数カ所、屋久島などでしか確認されていない。

## 種の保全状況評価
準絶滅危惧（NT）（環境省レッドリスト）
都道府県のレッドデータ、レッドリストの選定状況は次のとおり。奈良県-希少種、広島県-絶滅危惧I類(CR+EN)、山口県-絶滅危惧IA類(CR)、鹿児島県-絶滅危惧I類、沖縄県-絶滅危惧IA類(CR)。